# T.S. Narasimhan
Narasimhan redirige ici. Pour le mathématicien, voir Raghavan Narasimhan (de).
T.S. Narasimhan est un producteur de télévision indien.

## Filmographie
- 1987 : Malgudi Days (série télévisée)